# Jordan van der Gaag
Jordan van der Gaag (nascut el 3 de gener de 1999) és un futbolista professional neerlandès que juga com a migcampista al club portuguès UD Leiria.

## Carrera de club
Nascut a La Haia, van der Gaag va començar de jove al club portuguès CS Marítimo, on el seu pare treballava com a entrenador. Va tenir diversos anys al SL Benfica i cedit al GD Estoril Praia abans de signar un contracte de tres anys al NAC Breda el 2017.
Va fer el seu debut a l'Eredivisie amb el NAC Breda sota la direcció del seu pare el 12 d'agost de 2018 en un partit contra l'AZ Alkmaar, entrant com a substitut al minut 70 de Mitchell te Vrede en una derrota per 5-0 a fora.
L'agost de 2018, es va traslladar cedit durant una temporada a l'Helmond Sport de l'Eerste Divisie. Va marcar el seu primer gol professional, l'únic amb el club, per obrir una derrota per 2-1 contra l'FC Eindhoven el 23 de novembre.
Van der Gaag va tornar a Portugal l'octubre del 2020, unint-se al seu germà petit a les files d'Belenenses SAD. Després d'un bon grapat d'aparicions amb el filial al Campeonato de Portugal, va debutar amb el primer equip el 14 de gener de 2021 a la cinquena jornada de la Taça de Portugal, com a substitut al minut 65 de Thibang Phete en un 3-2. victòria en la pròrroga contra l'AD Fafe. El 4 d'abril va debutar a la Primera Lliga com a substitut de Sphephelo Sithole en els últims nou minuts d'una derrota a casa per 2-0 davant el Boavista FC.
El 23 de gener de 2022, Van der Gaag va entrar com a substitut de Nilton Varela a la primera part contra el seu antic equip Marítimo, i va ser expulsat 32 minuts més tard en un empat 1-1.

## Vida personal
Van der Gaag és fill de l'antic futbolista professional i actual entrenador, Mitchell van der Gaag, que va jugar al Marítimo i va dirigir aquest club i Belenenses, entre d'altres. El seu germà petit, Luca, també juga al Belenenses SAD. El seu avi patern, Wim, va ser un dels primers futbolistes professionals holandesos el 1954.